# Гросу, Эдуард Степанович
Эдуа́рд Степа́нович Гро́су (рум. Eduard Grosu; род. 5 января 1980) — молдавский футболист, полузащитник кишинёвского клуба «Дачия».

## Футбольная карьера
Футболом Гросу начал заниматься только в 12 лет. В 16 лет он попал в футбольный клуб «Агро». Затем выступал за «Тилигул-Тирас» и казахстанский «Женис». С 2006 по 2008 год играл в России за красноярский «Металлург» и «Металлург-Кузбасс». В 2010 году вернулся в чемпионат Молдавии. С марта 2012 года является игроком кишинёвской «Дачии».

## Национальная сборная
За сборную Молдавии Гросу в разные годы провел 4 игры.